# Hamed Jannat
Hamed Jannat (* 11. Februar 1989) ist ein iranischer Radrennfahrer.
Jannat gewann 2007 bei den Asian Junior Games in Thailand die Bronzemedaille im Straßenrennen.
Im Erwachsenenbereich belegte Jannat bei der iranischen Meisterschaft den dritten Platz im Einzelzeitfahren. Im Jahr 2010 gewann er mit seinem Azad University Team das Mannschaftszeitfahren der Kerman Tour und wurde Zweiter der Gesamtwertung. 2011 wurde er auf der Bahn mit Sajjad Hashemi, Seyed Mousa Mozaffari und Hossein Nateghi iranischer Meister in der Mannschaftsverfolgung und gewann auf der Straße den Prolog der Milad De Nour Tour. Bei den iranischen Meisterschaften im Straßenrennen gewann er 2012 die Bronzemedaille.

## Erfolge
2010
- Mannschaftszeitfahren Kerman Tour

2011
- Iranischer Meister – Mannschaftsverfolgung (mit Sajjad Hashemi, Seyed Mousa Mozaffari und Hossein Nateghi)
- Prolog Milad De Nour Tour

## Teams
- 2008 Tabriz Petrochemical Team
- 2010 Azad University Iran
- 2011 (bis 31.5.) Tabriz Petrochemical Team
- 2011 (ab 1.6.) Azad University
- 2012 Tabriz Petrochemical Team
- 2013 Azad University Giant Team
- 2014 Tabriz Shahrdari Ranking
- 2015 Sepahan Pro Team
- 2018 Mes Kerman
- 2019 (bis 7.8.) Foolad Mobarakeh Sepahan
- 2019 (ab 25.9.) Omidnia Mashhad Team
- 2020–2021 Foolad Mobarakeh Sepahan